# Otero (Allande)
Otero (en eonaviego, L'Outeiru) es un lugar perteneciente a la parroquia de Lomes, en el concejo de Allande, comarca del Narcea, Principado de Asturias, España.